# Thomas Gaugain
Pour les articles homonymes, voir Gaugain.
Thomas Gaugain, né à Abbeville en 1756 et probablement mort à Londres en 1810, est un graveur et peintre franco-anglais.

## Biographie
Né à Abbeville en 1748 ou en 1756, il s'installe à Londres dans sa jeunesse et y demeure pratiquement toute sa vie.
Il y étudie la gravure sous la direction de Richard Houston et s’impose rapidement comme l'un des meilleurs graveurs de son époque[réf. nécessaire], s'illustrant dans la technique du pointillé.
En 1778, il expose à la Royal Academy en envoyant A Moravian Peasant, The Shepherdess of the Alps et un portrait, puis participe jusqu'en 1782.
Il habite un temps au 4, Little Compton Street (Soho (Londres)). Il se marie à Mariane Ame Le Cointe le 17 juin 1787. Il a un frère appelé Pierre-Jean Gaugain (1762-1813).

## Œuvre
- Diana and her Nymphs, d'après William Taverner

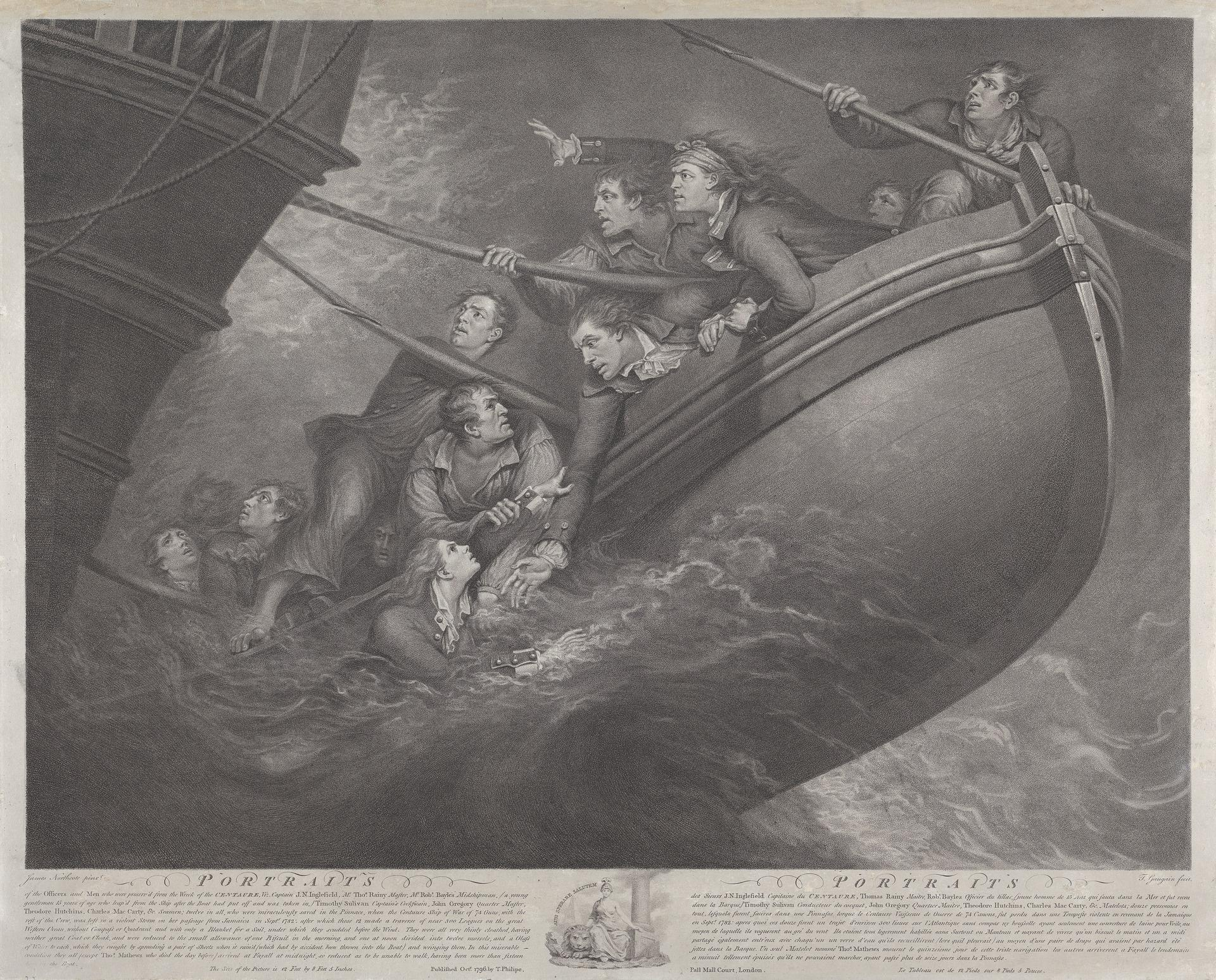
Capt. Englefield with Eleven of his Crew Saving Themselves in the Pinnace, from the Wreck of the Centaur, of 74 Guns, Lost Sept. 1782 (1796).

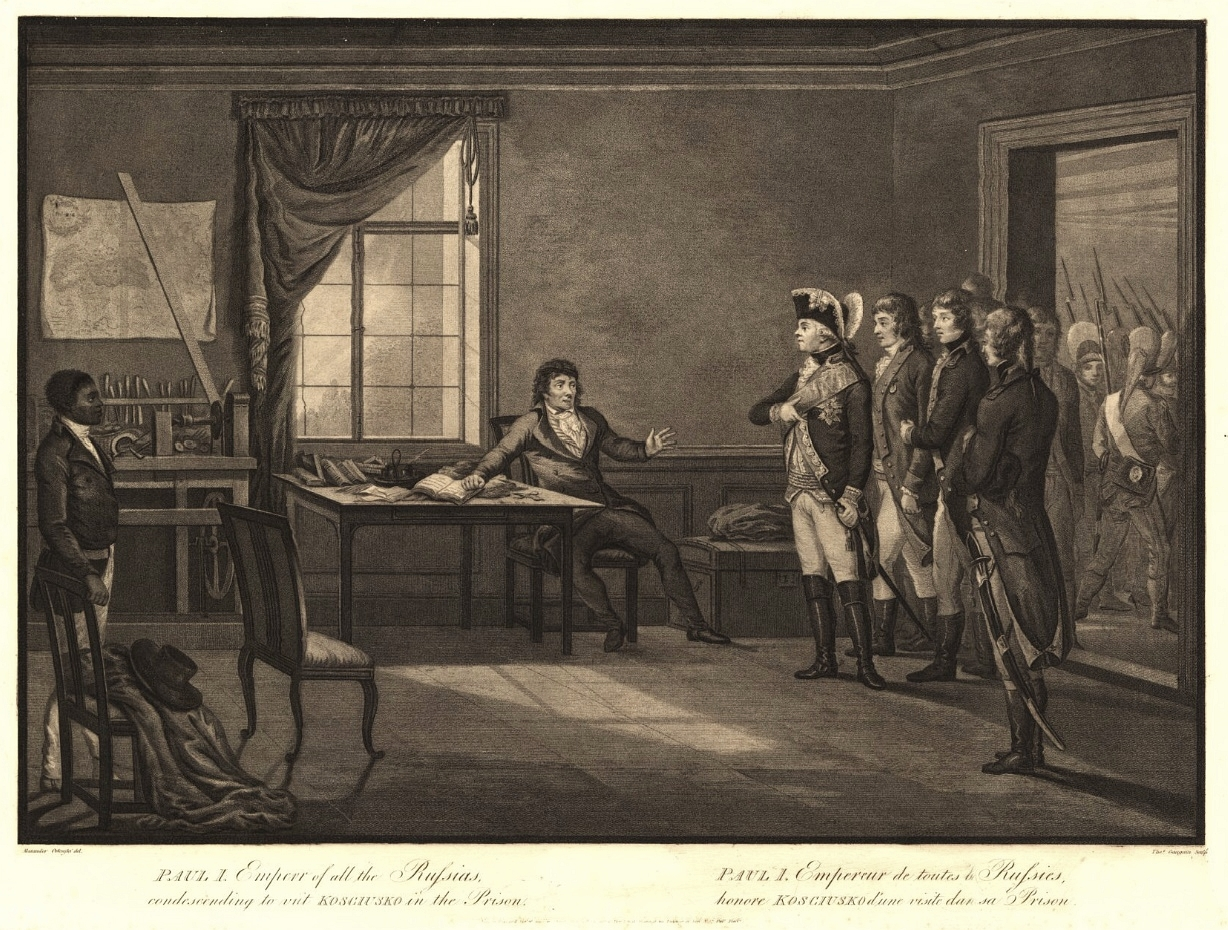
Paul I visiting Tadeusz Kościuszko in prison (1801).

- The Officers and Men saved from the Wreck of the Centaur, d'après James Northcote
- Lady Caroline Manners, d'après Joshua Reynolds
- The Death of Prince Leopold of Brunswick, d'après James Northcote
- The Last Interview of Charles I with his Children, d'après Charles Benazech
- Diligence and Dissipation, recueil de 10 gravures d'après James Northcote
- Rural Contemplation, d'après Richard Westall
- The Madonna, d'après W. Miller
- Warren Hastings, d'après un buste de Thomas Banks
- Charles James Fox, d'après un buste de Joseph Nollekens
- Lieut.-Col. Disbrowe, d'après Thomas Barker
- Paul I visiting Tadeusz Kościuszko in prison, d'après Aleksander Orłowski